# Equilibrio (singolo)
Equilibrio è un singolo del rapper italiano Guè, pubblicato il 2 ottobre 2015 come terzo estratto dal terzo album in studio Vero.

## Video musicale
Il video, diretto da Mister Tommy, è stato reso disponibile il 17 settembre 2015 attraverso il canale YouTube del rapper.